# Snedsted Sogn
Snedsted Sogn er et sogn i Sydthy Provsti (Aalborg Stift).
Snedsted Sogn i Hassing Herred var tidligere annekteret til Sønderhå-Hørsted pastorat, men fik egen præst i 1622. I 1825 fik det Nørhå Sogn i Hundborg Herred som anneks. I 1895 blev Nørhå Sogn igen et selvstændigt pastorat. Senere blev de to sogne igen samlet, og Snedsted-Nørhå sognekommune blev ved kommunalreformen i 1970 indlemmet i Thisted Kommune.
I Snedsted Sogn ligger Snedsted Kirke.
I sognet findes følgende autoriserede stednavne:
- Beersted (bebyggelse, ejerlav)
- Bjergene (areal)
- Elsted (bebyggelse, ejerlav)
- Gjersbøl (bebyggelse, ejerlav)
- Gjersbøl Bjerge (areal)
- Kærhøje (areal)
- Snedsted (bebyggelse, ejerlav)
- Årup (bebyggelse, ejerlav)
- Årupmølle (bebyggelse)